# (206) Hersilia
(206) Hersilia ist ein Asteroid des mittleren Hauptgürtels, der am 13. Oktober 1879 vom deutsch-US-amerikanischen Astronomen Christian Heinrich Friedrich Peters am Litchfield Observatory in New York bei einer Helligkeit von 11 mag entdeckt wurde.
Der Asteroid wurde benannt nach Hersilia, einer der Sabinerinnen, die von den Römern verschleppt wurden. Sie wurde Romulus geschenkt und mit ihm verheiratet. Nach ihrem Tod wurde sie von Juno vergöttlicht und wurde zu Hora, einer Göttin der Schönheit.

## Wissenschaftliche Auswertung
Mit dem Satelliten Midcourse Space Experiment (MSX) wurden 1996 bis 1997 im Rahmen der Infrared Minor Planet Survey (MIMPS) Daten erhalten, aus denen für (206) Hersilia Werte für den mittleren Durchmesser und die Albedo von 94,2 km bzw. 0,07 bestimmt wurden. Eine Auswertung von Beobachtungen durch das Projekt NEOWISE im nahen Infrarot führte 2011 zu vorläufigen Werten für den Durchmesser und die Albedo im sichtbaren Bereich von 104,6 km bzw. 0,05. Nachdem die Werte nach neuen Messungen 2012 auf 98,0 km bzw. 0,06 korrigiert worden waren, wurden sie 2014 auf 102,6 km bzw. 0,06 geändert. Nach der Reaktivierung von NEOWISE im Jahr 2013 und Registrierung neuer Daten wurden die Werte 2016 erneut korrigiert zu 77,2 oder 86,3 km bzw. 0,06 oder 0,08, diese Angaben beinhalten aber hohe Unsicherheiten.
Am 13. und 14. Mai 1991 wurden erstmals photometrische Messungen des Asteroiden an der Außenstelle Tshuhujiw des Charkiw-Observatoriums in der Ukraine durchgeführt, aus denen eine Rotationsperiode von 7,33 h abgeleitet wurde. Weitere Beobachtungen am 29. November und 1. Dezember 2002 am Astronomischen Observatorium Yunnan in China ergaben dagegen eine Rotationsperiode von 9,10 h. Photometrische Messungen vom 12. Februar bis 24. März 2004 mit dem Rigel-Teleskop der University of Iowa am Winer Observatory in Arizona ergaben schließlich einen Wert von 11,11 h.
Mit einer Auswertung photometrischer Daten des Lowell-Observatoriums und des Gaia DR2-Katalogs konnte im Jahr 2019 aus allen verfügbaren Lichtkurven und Messdaten ein dreidimensionales Gestaltmodell des Asteroiden für eine Position der Rotationsachse mit prograder Rotation bestimmt werden. Die 2004 gemessene Rotationsperiode wurde mit einem Wert von 11,1113 h bestätigt. Weitere photometrische Beobachtungen vom 15. bis 31. Juli 2019 am Organ Mesa Observatory in New Mexico bestätigten diesen Wert erneut mit einem Wert von 11,113 h. Vom 27. Februar bis 21. März 2022 erfolgte durch eine Zusammenarbeit innerhalb der Italian Amateur Astronomers Union (UAI) an verschiedenen Observatorien in Italien eine weitere Bestimmung der Rotationsperiode zu 11,112 h.
Aus archivierten Daten des Asteroid Terrestrial-impact Last Alert System (ATLAS) aus dem Zeitraum 2015 bis 2018 konnte in einer Untersuchung von 2022 mit der Methode der konvexen Inversion eine Rotationsperiode von 11,1113 h berechnet werden.

## (206) Hersilia und (4) Vesta
(206) Hersilia bewegt sich auf einer Umlaufbahn, die in einer 5:4-Resonanz mit derjenigen von (4) Vesta steht: Fünf Umläufe von (4) Vesta dauern ungefähr genauso lange wie vier Umläufe von (206) Hersilia. Darüber hinaus kommen sich die beiden Umlaufbahnen an einem Punkt nahe. Der Mindestabstand der beiden Umlaufbahnen (MOID, Minimum orbit intersection distance) liegt derzeit bei etwa 0,062 AE (ca. 9,3 Mio. km). Dadurch kann es etwa alle 18,2 Jahre zu physischen Annäherungen der beiden Asteroiden kommen. In den tausend Jahren um die derzeitige Epoche herum kommen sich die beiden Himmelskörper aber nur neunmal näher als 20 Mio. km, die größten Annäherungen ereigneten sich 1816 und 1835 bis auf etwa 8,6 bzw. 8,8 Mio. km bei einer Relativgeschwindigkeit um 1,9 km/s.